# کانتوریا
کانتوریا (به اسپانیایی: Cantoria) دهستانی در استان آلمریای اسپانیا است.
در این دهستان ۳۵۶۵ نفر زندگی می‌کنند. مساحت این دهستان ۷۹٫۰۳ کیلومتر مربع است.